# فارو و دئو
فارو و دئو (به لاتین: Faro-et-Déo) یک منطقهٔ مسکونی در کامرون است که در منطقه آداماوا واقع شده‌است. فارو و دئو ۱۰٬۴۳۵ کیلومتر مربع مساحت و ۶۶٬۴۴۲ نفر جمعیت دارد.